# Seleniopsis francki
Seleniopsis francki är en fjärilsart som beskrevs av Louis Beethoven Prout 1931. Seleniopsis francki ingår i släktet Seleniopsis och familjen mätare. Inga underarter finns listade i Catalogue of Life.